# Fredrik Johnson
Pour les articles homonymes, voir Fredrik Johnson (homonymie) et Johnson.
Fredrik Johnson, né le 31 mai 1963 à Linköping, est un joueur professionnel de squash représentant la Suède. Il atteint en juillet 1990 la 19e place mondiale sur le circuit international, son meilleur classement. Il est champion de Suède à six reprises entre 1986 et 1993.

## Biographie
Il commence à jouer au squash à l'âge de 11 ans. Après sa retraite de joueur professionnel, il continue à jouer en catégorie Masters et dépasse les 50 titres nationaux.
Depuis 2002, il est directeur de l'Open de Suède de squash,.

## Palmarès

### Titres
- Championnats de Suède : 6 titres (1986, 1987, 1988-1991, 1993)
- Championnats d'Europe par équipes : 1983